# Mateu Taberner Oliver
Mateu Taberner Oliver (Llucmajor, Mallorca, 1891 - Llucmajor, 1969) fou un pintor mallorquí.
Fou alumne (1907-08) de Llorenç Cerdà a l'Escola d'Arts Aplicades i Oficis Artístics, de Palma. El 1916 obtengué el títol de professor de dibuix a la Reial Acadèmia de Belles Arts de San Fernando, de Madrid. Fou deixeble de Julio Romero de Torres. El 1919 feu la primera mostra individual al saló La Veda, de Palma. També exposà a Madrid i participà en altres exposicions col·lectives a Palma. És autor d'algunes composicions religioses, com les conservades a l'església de Sant Miquel (Llucmajor) i al Convent de Sant Bonaventura, de la mateixa ciutat. Pintà retrats per a la galeria de fils il·lustres de l'Ajuntament de Llucmajor. Utilitzà la tècnica a l'oli i també el dibuix al carbó. Tota la seva producció artística es caracteritza pel realisme i una especial aplicació del color.